# Rezerwat przyrody Źródliska Flinty
Rezerwat przyrody Źródliska Flinty – leśny rezerwat przyrody położony w województwie wielkopolskim na terenie gmin: Czarnków (powiat czarnkowsko-trzcianecki) i Budzyń (powiat chodzieski).
Obszar rezerwatu podlega ochronie ścisłej.

## Specyfika
Rezerwat o powierzchni 44,83 ha został utworzony w 1998 roku w celu ochrony obszaru wód, łąk i lasów wokół źródliska rzeki Flinty. Wokół rezerwatu utworzono otulinę o powierzchni 56,49 ha. Występują tu cenne ekosystemy leśne, zaroślowe, bagienne, wodne i torfowiskowe, na których rośnie jedenaście gatunków roślin chronionych. Cenne jest eutroficzne jezioro rynnowe Niewiemko o powierzchni 9,59 ha. Zasilane jest ono przez wody podziemne, dające początek rzece Flincie. Istnieją tu szerokie strefy roślinności szuwarowej, w tym zwarte łany turzycy błotnej. Łagodne zbocza jeziorne pokrywają lasy w różnym wieku.
Na skraju rezerwatu, od wschodu stoi tzw. Biała kapliczka – pozostałość po osadnictwie olęderskim na tych terenach.

## Podstawa prawna
- Rozp. Min. Ochr. Środ., Zasobów Naturalnych i Leśnictwa z dnia 21 grudnia 1998, Dz. Ust. Nr. 161, Poz. 1104
- Obwieszczenie Wojewody Wielkopolskiego z dn. 4.10.2001 w sprawie ogłoszenia wykazu rezerwatów przyrody utworzonych do dn. 31.12.1998
- Zarządzenie Nr 37/11 Regionalnego Dyrektora Ochrony Środowiska w Poznaniu z dnia 1 września 2011 r. w sprawie rezerwatu przyrody „Źródliska Flinty”